# 联邦民事诉讼程序
联邦民事诉讼程序（英語：Federal Rules of Civil Procedure；正式缩写为Fed.R.Civ.P； 俗称FRCP、联邦民事诉讼规则）管辖在美国（联邦）法院的民事诉讼。在州的法律作为案件中的实体法时，联邦法院必须以各州的法律为实质法律，但联邦法院一般使用联邦民事诉讼规则作为其程序规则。尽管各州可以针对于州法院制定自己的民事诉讼规则，但大多数州都采用了基于FRCP的规则。
联邦民事诉讼规则由美国最高法院根据规则授权法颁布，然后美国国会有七个月的时间否决颁布的规则。如果国会没有否决，最高法院颁布的规则就会成为联邦民事诉讼规则的一部分。最高法院对规则的修改通常基于美国司法会议（Judicial Conference of the United States，联邦司法机构的内部决策机构）的建议。
联邦民事诉讼规则制定于1938年，取代了联邦平等规则（Federal Equity Rules）和协调法案(（Conformity Act（28 USC 724（1934））。联邦民事诉讼规则合并了普通法及衡平法案件中适用的程序。 诉讼规则在1948年、1963年、1966年、1970年、1980年、1983年、1987年、1993年、2000年和2006年经历了重大修订。（联邦民事诉讼规则包含注释，在其文本后详细说明了自1938年以来每次修订的变化）。 2006年12月生效的修订版对证据开示（discovery）规则进行了适当的修改，使法院和诉讼当事方能够更轻松地管理电子记录。联邦民事诉讼规则的新修版自2007年12月1日起生效。新修版的目的是使语言更易于理解，并没有对规则做出实质性修改。
自2009年12月1日起，对十数条规则进行了修改或删除。大部分的修订关乎诉讼程序中的时间要求及截止日期的计算方法。最重要的修订在规则6。
有35个州根据联邦规则，制定了其自身的民事诉讼规则。

## 延伸閱讀
- . ISBN 9781942842101.

## 外部連接
- Federal Rules of Civil Procedure - Latest Edition （页面存档备份，存于） (www.federalrulesofcivilprocedure.org)
- 2016-2017 Amendments to the Federal Rules of Civil Procedure （页面存档备份，存于） (Effective on December 1, 2016)
- Complete text of Federal Rules of Civil Procedure （页面存档备份，存于） (Cornell University Law School)
- Motions to Dismiss Under FRCP 12(b)(6) and 12(b)(1) （页面存档备份，存于） (Authorized excerpt from "Responses to Complaints" in R. Haig (ed.), Business and Commercial Litigation in Federal Courts (1st Ed., West 1998))